# Chambre de commerce et d'industrie de Brioude
La chambre de commerce et d'industrie de Brioude est une ancienne chambre de commerce et d'industrie du département de la Haute-Loire qui a existé de 1920 à 2010.

## Historique
La CCI de Brioude est créée par un décret du 25 février 1920. Après 90 ans d'existence, elle est fusionnée avec la CCI du Puy-en-Velay/Yssingeaux par le décret no 2009-11463 du 22 septembre 2009 pour former la chambre de commerce et d'industrie de la Haute-Loire qui entre en fonction en janvier 2011. Depuis cette date, il existe une délégation de la CCI de Haute-Loire à Brioude, composée de dix élus.

## Missions
Elle était chargée de représenter les intérêts des 1 560 entreprises commerciales, industrielles et de service de l'arrondissement de Brioude et de leur apporter certains services. Cet établissement public gérait en outre des équipements au profit de ces entreprises.

### Service aux entreprises
- Centre de formalités des entreprises
- Assistance technique au commerce
- Assistance technique à l'industrie
- Assistance technique aux entreprises de service
- Point A (apprentissage)

## Pour approfondir